# روسيو دوركال
روسيو دوركال Rocío Dúrcal (4 أكتوبر 1944 – 25 مارس 2006) مغنية وممثلة إسبانية. 
حصلت في عام 2005 على جائزة غرامي اللاتينية.

## روابط خارجية
- روسيو دوركال على موقع IMDb (الإنجليزية)
- روسيو دوركال على موقع ألو سيني (الفرنسية)
- روسيو دوركال على موقع ميوزك برينز (الإنجليزية)
- روسيو دوركال على موقع أول موفي (الإنجليزية)
- روسيو دوركال على موقع أول ميوزيك (الإنجليزية)
- روسيو دوركال على موقع ديسكوغز (الإنجليزية)
- روسيو دوركال على موقع قاعدة بيانات الفيلم (الإنجليزية)
- روسيو دوركال على موقع كينوبويسك (الروسية)